# Arco dei Gavi
L'Arco dei Gavi est un arc de triomphe antique situé à Vérone, Italie du Nord. Il s’agit d’un cas très rare d’arc honorifique et monumental à usage privé dans l’architecture romaine. Pendant la Renaissance, ce fut l’une des plus appréciées parmi les antiquités véronaises, également grâce à la présence de la signature d’un Vitruve, qui rappelle le célèbre architecte romain auteur du traité De architectura. Le monument a ensuite été décrit par des humanistes et des antiquaires, reproduit en détail et étudié, et pris comme modèle par des architectes et des peintres, tels que Palladio, Sangallo, Serlio, Falconetto, Sanmicheli, mais aussi Bellini et Mantegna.

## Historique

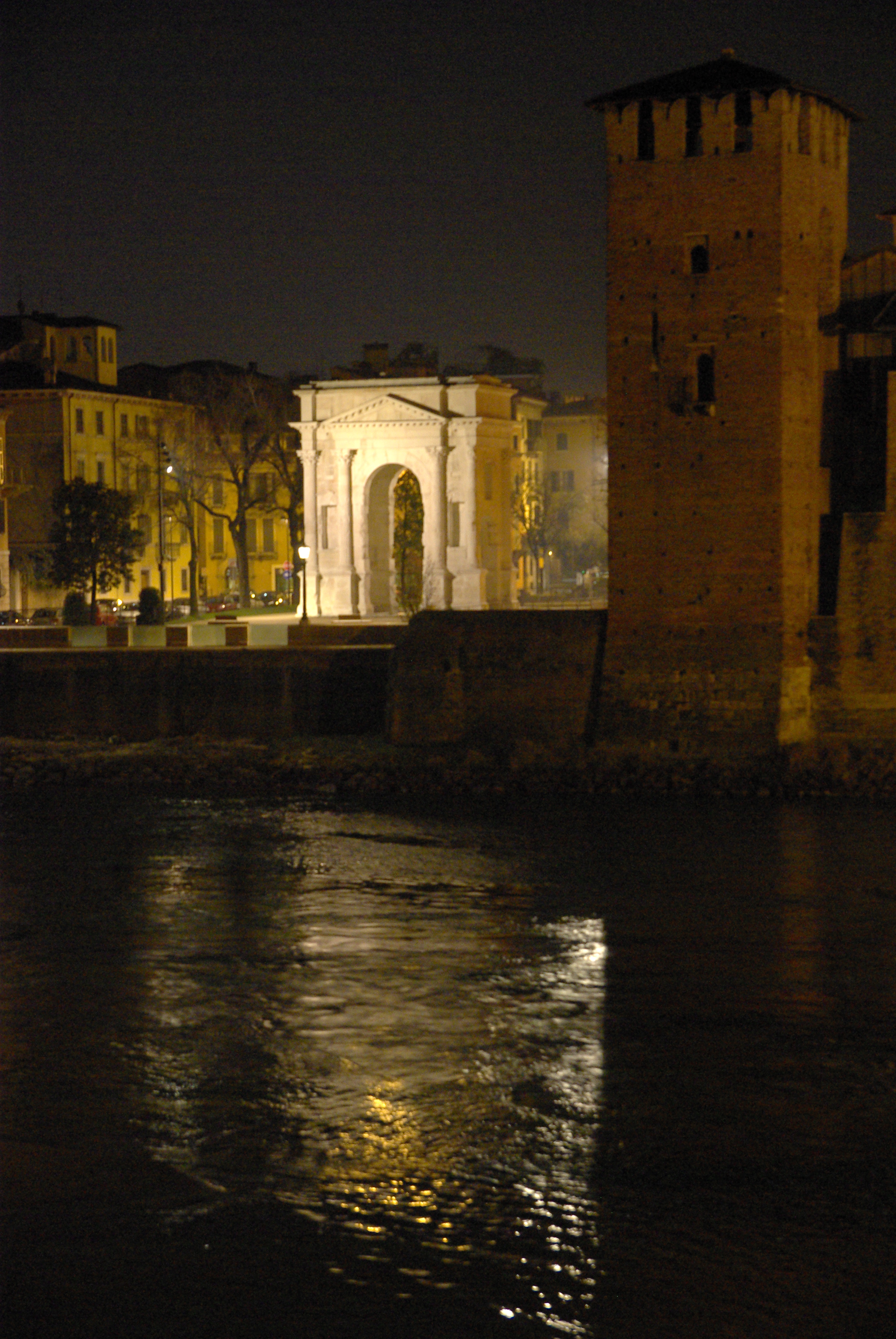
LArco dei Gavi vu de nuit, de l'Adige, rive droite de Castelvecchio (Vérone).

Sa construction date du milieu du Ier siècle. Il a été édifié à la gloire d'une des familles les plus en vue de la Vérone romaine, la gens Gavia, et en particulier de certains de ses membres, Strabon, Maxime, Lucius et Vibius, dont on lit encore les noms sous les niches qui abritaient autrefois leurs statues. L'arc occupait une position privilégiée et marquait le début de la Via Sacra. L'arc antique fut abattu en 1805 pendant les guerres napoléoniennes parce qu'il empêchait le passage des convois militaires. Mais ses fragments furent conservés et numérotés. L'édifice ne sera reconstruit qu'en 1932, à un endroit différent, près de l'Adige, non loin du Castelvecchio.

## Source
- (en) Giovanna Tosi, L'arco dei Gavi, Rome, L'Erma di Bretschneider, 1983, 170 p. (ISBN 978-88-7062-530-1, BNF 34898080)